# Eagle (thị trấn), Wisconsin
Eagle là một thị trấn thuộc quận Waukesha, tiểu bang Wisconsin, Hoa Kỳ. Năm 2010, dân số của thị trấn này là 3.427 người.